# عملیات ظفر ۷
عملیات ظفر ۷ عملیاتی نظامی از سوی نیروهای ایران، در طول جنگ ایران و عراق بود. این عملیات توسط سرهنگ حسین حسنی سعدی با موفقیت فرماندهی شد و ایران در نبرد پیروز گردید و ضدحملهٔ متعاقب عراق را نیز دفع کرد. با این‌حال، ایران به‌دلیل تحریم‌های اقتصادی و نظامی گسترده، در ادامه با شکست‌های فنی مواجه شد و در نتیجهٔ انجام عقب‌نشینی‌ها، ایران نتوانست به هدف خود یعنی تصرف سلیمانیه دست یابد.

## پیش‌درآمد
پس از ناکامی ایران در تصرف بصره در جریان ششمین نبرد بصره (عملیات کربلای ۵)، ارتش ایران وارد دوره‌ای از افول احتمالی شد. روحیه ایرانیان رو به کاهش بود و بسیاری از پیاده‌نظام مجرب سپاه پاسداران قربانی شده بودند. در نتیجه، ایرانیان به‌طور فزاینده‌ای به ارتش منظم خود برای جنگیدن متکی بودند. علاوه بر این، ایرانیان به‌طور فزاینده‌ای از جنگ خسته شده بودند. جبهه جنوب عراق به یک بن‌بست تبدیل شده بود و ایران نتوانست به دفاع عظیم عراق نفوذ کند. در این میان عراق نیز فعلاً قادر به عقب راندن ایرانی‌ها نبود، اما با کمک کشورهای دوست و متحدان خارجی خود، شروع به تسلیح مجدد کرده بود و برای آماده‌سازی عملیات‌های آتی علیه ایرانی‌ها مانور می‌داد. در سال ۱۹۸۸، عراق از نظر نیروی انسانی و تجهیزات نظامی به شدت از ایران پیشی گرفت. با این وجود، فرماندهان ایرانی، بر روی تاکتیک‌هایی تمرکز کردند که تا حدودی قدرت آتش برتر عراق را خنثی می‌کرد. با این وجود، ایرانیان به دلایلی همچون تدارکات ضعیف، کمبود نیروی زرهی و برتری قدرت آتش عراق، نتوانستند شهرهای مرکزی و جنوبی عراق را تصرف کنند. حکومت ایران همچنان اعلام می‌کرد که گروه‌های مخالف صدام در داخل عراق را تسلیح و حمایت خواهد کرد. یکی از این مخالفان، پیشمرگه‌ها، نیروی مقاومت کردستان بود که در ابتدا حملات محدودی را آغاز کرد.
در حالی‌که جنگ در جبههٔ جنوب، به بن‌بست رسیده بود، ایران شروع به تمرکز بر کردستان کرد که در منطقه‌ای کوهستانی در شمال عراق قرار داشت. ایران به دلیل کوهستانی بودن و در نتیجه نامناسب بودن برای جنگ زرهی، حملات متعددی را از اواخر سال ۱۹۸۷ تا اوایل سال ۱۹۸۸ انجام داده بود. ایرانیان، توسط پیشمرگه‌ها حمایت می‌شدند و به آن‌ها کمک و تدارکات می‌دادند. در حالی‌که ایران به‌طور رسمی، هیچ شهر بزرگی را تصرف نمی‌کرد، با کمک جنگ‌های چریکی پیشمرگه‌ها، بخش‌های وسیعی از کردستان را از کنترل دولت عراق خارج کرده بودند. صدام حسین دستور انجام عملیات انفال را صادر کرد که در نتیجهٔ آن، بیش از ۵۰٬۰۰۰ شورشی و غیرنظامی به قتل رسیدند. عملیات انفال، توسط معاون صدام، علی حسن المجید، معروف به «علی شیمیایی» با استفاده از گازهای سمی رهبری شد. با این وجود، با حمایت ایران، تلاش‌های عراق ناموفق بود و وضعیت موجود، دردسر بزرگی برای صدام و معاونانش بود.

## نبرد
نیروهای ایرانی، به جنوب شرقی سلیمانیه حمله کردند و به راحتی اکثر مدافعان عراقی را شکست دادند. پس از این‌که ایرانی‌ها نیروهای عراقی را در خط مقدم شکست دادند، به سرعت پیشروی کردند. اما عراقی‌ها در جریان پیشروی ایران دست به ضدحمله زدند. سربازان عراقی درگیر در ضدحمله، در کمین ایرانی‌ها قرار گرفتند و اکثر نیروهای عراقی کشته شدند. به نظر می‌رسید که پیروزی در دست ایرانیان بود. آن‌ها به سلیمانیه نزدیک شدند اما نتوانستند آن را تصرف کنند. ایرانی‌ها به‌شدت به ذخایر آبی سد دربندیخان عراق نزدیک شده بودند. عراقی‌ها با پرتاب ۷۲۰ راکت و ۲۰۰ گلوله توپخانه از مواد شیمیایی واکنش نشان دادند که در نتیجهٔ آن، تیپ ۵۵ هوابرد ارتش ایران تلفات سنگینی را متحمل شد و لشکر ۸۴ پیاده ارتش ایران را نابود و ایرانی‌ها را مجبور به توقف حمله کرد.

## حمله شیمیایی حلبچه
ضدحمله عراق برای کردها یک فاجعه بود. صدام با حمله شیمیایی به حلبچه به کردهای مخالف خود پاسخ داد. حمله شیمیایی به حلبچه در دوره ۱۵ تا ۱۹ مارس ۱۹۸۸ در طول جنگ ایران و عراق رخ داد و نیروهای دولتی عراق از سلاح‌های شیمیایی در شهر کردنشین حلبچه با جمعیت ۸۰٬۰۰۰ نفر استفاده کردند.
این حمله، جدای از عملیات انفال بود، اما هر دو به‌عنوان اقدام به نسل‌کشی تلقی می‌شوند. حلبچه که تقریباً در ۱۵۰ مایلی شمال شرقی بغداد و ۸ تا ۱۰ مایلی از مرز ایران قرار دارد، به‌طور قابل توجهی آسیب دید و حدود ۵۰۰۰ نفر، تلفات ناشی از این حمله برآورد زده شد.